# Свистун мангровий
Свистун мангровий (Pachycephala melanura) — вид горобцеподібних птахів родини свистунових (Pachycephalidae). Мешкає в Австралії і Папуа Новій Гвінеї.

## Опис
Порівняно зі спорідненими видами, сундайські свистуни мають невеликі розміри, самці цього виду мають біле горло і рудуваті груди, за винятком представників підвиду P. f. teysmanni, самці якого схожі на самиць.

## Підвиди
Виділяють п'ять підвидів:
- P. m. dahli Reichenow, 1897 — архіпелаг Бісмарка, південний схід Нової Гвінеї;
- P. m. spinicaudus (Pucheran, 1853) — південь Папуа Нової Гвінеї, острови Торресової протоки;
- P. m. violetae Mathews, 1912 — Північна Австралія;
- P. m. melanura Gould, 1843 — Північно-Західна Австралія;
- P. m. robusta Masters, 1876 — Північна Австралія.

## Поширення і екологія
Мангрові свистуни живуть в мангрових лісах і на узліссях вологих тропічних лісів.